# Груповий етап Ліги Європи УЄФА 2022—2023
Груповий етап Ліги Європи УЄФА 2022—2023 почався 8 вересня та закінчився 3 листопада 2022. У груповому етапі 32 команди змагалися за 16 місць у плей-оф Ліги Європи УЄФА 2022—2023.

## Жеребкування
Жеребкування групового етапу відбулося 26 серпня 2022 року о 14:00 у  Стамбулі. За результатами жеребкування 32 команди буде  поділено на 8 груп (по 4 команди в кожній). Для жеребкування команди було розділено на 4 кошики на основі клубних коефіцієнтів УЄФА 2022.
Команди з однієї асоціації не можуть потрапити в одну групу. Для жеребкування УЄФА розділяє команди з однієї асоціації (включно з командами, які грають в груповому етапі Ліги конференцій 2022—2023)  на пари (по 1-й парі для асоціацій з 2-3 командами та по 2-і для асоціацій з 4-5 командами) згідно з телевізійними рейтингами. Одна команда з пари потрапляє в групи A-D, а друга — E-H (на приклад, якщо Рома потрапила в групу B, Лаціо може потрапити тільки в одну з груп E, F, G або H). Таким чином матчі цих команд не можуть проходити одночасно, оскільки матчі груп A–D та E–H відбуваються в різні дні. Перед жеребкуванням УЄФА оголосило наступні пари (2-і команди в парі з позначкою “ЛК” в дужках грають у груповому етапі Ліги конференцій):
1. Рома та Лаціо
2. Манчестер Юнайтед та Арсенал
3. Црвена Звезда та Партизан (ЛК)
4. Динамо (Київ) та Дніпро-1 (ЛК)
5. Феєнорд та ПСВ
6. Ренн та Монако
7. Реал Сосьєдад та Реал Бетіс
8. Мальме та Юргорден (ЛК)
9. Мідтьюлланн та Сількеборг (ЛК)
10. Буде-Глімт та Молде (ЛК)
11. Уніон та Фрайбург
12. Фенербахче та Трабзонспор
13. Нант та Ніцца (ЛК)
14. Штурм та Аустрія (Відень) (ЛК)
15. АЕК (Ларнака) та Омонія
16. Цюрих та Базель (ЛК)

Кожного туру половина груп грає о 19:45 EET/EEST, інша половина — о 22:00 EET/EEST. Розклад матчів буде  визначено після жеребкування за допомогою непублічного комп'ютерного жеребкування. Жодна команда не грає вдома чи на виїзді більш як два матчі поспіль і в першому та останньому турах зіграє одного разу вдома та одного разу на виїзді (стаття регламенту 15.02).

## Учасники
Нижче наведені учасники групового турніру (із зазначенням їх клубного коефіцієнту на 2022 рік), згруповані за кошиком при жеребкуванні.
| Ключ до кольорів у таблиці                                       |
| ---------------------------------------------------------------- |
| Перші місця груп проходять до 1/8 фіналу                         |
| Другі місця груп потрапляють до стикових матчів                  |
| Треті місця груп потрапляють до стикових матчів Ліги конференцій |

| Команда           | Прим.   | Коеф.   |
| ----------------- | ------- | ------- |
| Манчестер Юнайтед |         | 105.000 |
| Рома              |         | 100.000 |
| Арсенал           |         | 80.000  |
| Лаціо             |         | 53.000  |
| Брага             |         | 46.000  |
| Црвена Звезда     | [ЛЧ-ШЧ] | 46.000  |
| Динамо            | [ЛЧ-ШН] | 44.000  |
| Олімпіакос        | [ЛЄ-ПО] | 41.000  |

| Команда       | Прим.   | Коеф.  |
| ------------- | ------- | ------ |
| Феєнорд       |         | 40.000 |
| Ренн          |         | 33.000 |
| ПСВ           | [ЛЧ-ШН] | 33.000 |
| Монако        | [ЛЧ-3Р] | 26.000 |
| Реал Сосьєдад |         | 26.000 |
| Карабах       | [ЛЧ-ШЧ] | 25.000 |
| Мальме        | [ЛЄ-ПО] | 23.500 |
| Лудогорець    | [ЛЄ-ПО] | 23.000 |

| Команда     | Прим.   | Коеф.  |
| ----------- | ------- | ------ |
| Шериф       | [ЛЄ-ПО] | 22.500 |
| Реал Бетіс  |         | 21.000 |
| Мідтьюлланн | [ЛЧ-3Р] | 19.000 |
| Буде-Глімт  | [ЛЧ-ШЧ] | 17.000 |
| Ференцварош | [ЛЄ-ПО] | 15.500 |
| Уніон       |         | 15.042 |
| Фрайбург    |         | 15.042 |
| Фенербахче  | [ЛЄ-ПО] | 14.500 |

| Команда           | Прим.   | Коеф.  |
| ----------------- | ------- | ------ |
| Нант              |         | 12.016 |
| ГІК               | [ЛЄ-ПО] | 8.500  |
| Штурм             | [ЛЧ-3Р] | 7.770  |
| АЕК (Ларнака)     | [ЛЄ-ПО] | 7.500  |
| Омонія            | [ЛЄ-ПО] | 7.000  |
| Цюрих             | [ЛЄ-ПО] | 7.000  |
| Юніон Сент-Жилуаз | [ЛЧ-3Р] | 6.120  |
| Трабзонспор       | [ЛЧ-ШЧ] | 5.500  |

Примітки
1. ЛЄ-ПО Переможці раунду плей-оф.
2. ЛЧ-ШЧ Команди, що вибули з раунду плей-оф Ліги чемпіонів (шлях чемпіонів).
3. ЛЧ-ШН Команди, що вибули з раунду плей-оф Ліги чемпіонів (шлях нечемпіонів).
4. ЛЧ-3Р Команди, що вибули з третього кваліфікаційного раунду Ліги чемпіонів (шлях нечемпіонів).

## Формат
В кожній групі команди грають між собою по одному матчу вдома та на виїзді за круговою системою. З кожної групи 1-е місця проходить до 1/8 фіналу, а 2-е — до стикових матчів. 3-є місце потрапляє до стикових матчів Ліги конференцій.

### Правила розподілу місць
Команди посідають місця у групі відповідно до набраних очок (3 очки за перемогу, 1 за нічию та 0 за поразку), та якщо команди набрали однакову кількість балів, застосовуються наступні критерії (у вказаному порядку), для визначення місця у групі (стаття регламенту 16):
1. Очки, набрані в очних зустрічах між командами під питанням;
2. Різниця м'ячів, забитих в очних зустрічах між командами під питанням;
3. Голи, забиті в очних зустрічах між командами під питанням;
4. Якщо команд під питанням більше двох та після застосування усіх попередніх правил ще залишаються команди під питанням, то для них окремо повторно застосовуються попередні правила;
5. Різниця м'ячів, забитих в усіх матчах групового етапу;
6. Голи, забиті в усіх матчах групового етапу;
7. Голи на виїзді, забиті в усіх матчах групового етапу;
8. Кількість перемог в усіх матчах групового етапу;
9. Кількість перемог на виїзді в усіх матчах групового етапу;
10. Дисциплінарні бали (червона картка = 3 бала, жовта картка = 1 бал, вилучення за дві жовті картки в одному матчі = 3 бала);
11. Більший клубний коефіцієнт УЄФА.

## Підсумок групового етапу
| Група A    | Група B     | Група C    | Група D           | Група E           | Група F     | Група G    | Група H       |
| ---------- | ----------- | ---------- | ----------------- | ----------------- | ----------- | ---------- | ------------- |
| Арсенал    | Фенербахче  | Реал Бетіс | Юніон Сент-Жилуаз | Реал Сосьєдад     | Феєнорд     | Фрайбург   | Ференцварош   |
| ПСВ        | Ренн        | Рома       | Уніон Берлін      | Манчестер Юнайтед | Мідтьюлланн | Нант       | Монако        |
| Буде-Глімт | АЕК Ларнака | Лудогорець | Брага             | Шериф             | Лаціо       | Карабах    | Трабзонспор   |
| Цюрих      | Динамо      | ГІК        | Мальме            | Омонія            | Штурм       | Олімпіакос | Црвена Звезда |

## Групи
Розклад матчів оголосили 27 серпня 2022, наступного дня після жеребкування. Матчі пройшли 8 та 15 вересня, 6, 13 та 27 жовтня і 3 листопада 2022. Початок матчів на 19:45 та 22:00 EET/EEST.
Час вказано за київським часом — в EET/EEST, (місцевий час, якщо відрізняється, вказано в дужках).

### Група A
| Поз | Команда    | І | В | Н | П | ГЗ | ГП | РГ  | О  | Кваліфікація               |  | АРС | ПСВ | БГЛ | ЦЮР |
| --- | ---------- | - | - | - | - | -- | -- | --- | -- | -------------------------- |  | --- | --- | --- | --- |
| 1   | Арсенал    | 6 | 5 | 0 | 1 | 8  | 3  | +5  | 15 | Вихід в 1/8 фіналу         |  | —   | 1:0 | 3:0 | 1:0 |
| 2   | ПСВ        | 6 | 4 | 1 | 1 | 15 | 4  | +11 | 13 | Вихід до стикових матчів   |  | 2:0 | —   | 1:1 | 5:0 |
| 3   | Буде-Глімт | 6 | 1 | 1 | 4 | 5  | 10 | −5  | 4  | Перехід в Лігу конференцій |  | 0:1 | 1:2 | —   | 2:1 |
| 4   | Цюрих      | 6 | 1 | 0 | 5 | 5  | 16 | −11 | 3  |                            |  | 1:2 | 1:5 | 2:1 | —   |

| 8 вересня 2022 19:45 (18:45 CEST) |

| Цюрих                | 1:2      | Арсенал                      |
| -------------------- | -------- | ---------------------------- |
| - Криєзіу 44' (пен.) | Протокол | - Маркіньюс 16' - Нкетіа 62' |

| Кібунпарк, Санкт-Галлен Глядачів: 17 070 Арбітр: Мохаммед Аль-Хакім (Швеція) |

| 8 вересня 2022 19:45 (18:45 CEST) |

| ПСВ         | 1:1      | Буде-Глімт    |
| ----------- | -------- | ------------- |
| - Гакпо 62' | Протокол | - Гренбек 44' |

| Філіпс, Ейндговен Глядачів: 28 627 Арбітр: Георгі Кабаков (Болгарія) |

| 15 вересня 2022 22:00 (21:00 CEST) |

| Буде-Глімт                        | 2:1      | Цюрих        |
| --------------------------------- | -------- | ------------ |
| - Сельнес 54' (аг) - Ветлесен 58' | Протокол | - Авдіяй 81' |

| Аспміра, Буде Глядачів: 8 000 Арбітр: Стефані Фраппар (Франція) |

| 6 жовтня 2022 19:45 (18:45 CEST) |

| Цюрих       | 1:5      | ПСВ                                                |
| ----------- | -------- | -------------------------------------------------- |
| - Окіта 87' | Протокол | - Вертессен 10', 15' - Гакпо 21', 55' - Сімонс 35' |

| Летцигрунд, Цюрих Глядачів: 10 626 Арбітр: Вільям Коллам (Шотландія) |

| 6 жовтня 2022 22:00 (20:00 BST) |

| Арсенал                                 | 3:0      | Буде-Глімт |
| --------------------------------------- | -------- | ---------- |
| - Нкетіа 23' - Голдінг 27' - Вієйра 84' | Протокол |            |

| Емірейтс, Лондон Глядачів: 59 724 Арбітр: Гарм Осмерс (Німеччина) |

| 13 жовтня 2022 19:45 (18:45 CEST) |

| Буде-Глімт | 0:1      | Арсенал    |
| ---------- | -------- | ---------- |
|            | Протокол | - Сака 24' |

| Аспміра, Буде Глядачів: 7 922 Арбітр: Ірфан Пельто (Боснія і Герцеговина) |

| 13 жовтня 2022 22:00 (21:00 CEST) |

| ПСВ                                                             | 5:0      | Цюрих |
| --------------------------------------------------------------- | -------- | ----- |
| - Гутьєррес 10' - Веерман 15', 55' - Сангаре 35' - Ель-Газі 84' | Протокол |       |

| Філіпс, Ейндговен Глядачів: 30 000 Арбітр: Алі Палабіюк (Туреччина) |

| 20 жовтня 2022 20:00 (18:00 BST) |

| Арсенал     | 1:0      | ПСВ |
| ----------- | -------- | --- |
| - Джака 71' | Протокол |     |

| Емірейтс, Лондон Глядачів: 52 200 Арбітр: Алехандро Ернандес (Іспанія) |

| 27 жовтня 2022 19:45 (18:45 CEST) |

| Цюрих                                | 2:1      | Буде-Глімт         |
| ------------------------------------ | -------- | ------------------ |
| - Бораніяшевич 67' - Маркезано 90+4' | Протокол | - Пельєгріно 45+1' |

| Летцигрунд, Цюрих Глядачів: 10 168 Арбітр: Євген Арановський (Україна) |

| 27 жовтня 2022 19:45 (18:45 CEST) |

| ПСВ                            | 2:0      | Арсенал |
| ------------------------------ | -------- | ------- |
| - Веерман 56' - Л. де Йонг 63' | Протокол |         |

| Філіпс, Ейндговен Глядачів: 35 000 Арбітр: Марко Ді Белло (Італія) |

| 3 листопада 2022 22:00 (20:00 GMT) |

| Арсенал     | 1:0      | Цюрих |
| ----------- | -------- | ----- |
| - Тірні 17' | Протокол |       |

| Емірейтс, Лондон Глядачів: 48 500 Арбітр: Ерік Ламбрехтс (Бельгія) |

| 3 листопада 2022 22:00 (21:00 CET) |

| Буде-Глімт     | 1:2      | ПСВ                                |
| -------------- | -------- | ---------------------------------- |
| - Жугель 90+3' | Протокол | - Сампстед 36' (аг) - Бакайоко 52' |

| Аспміра, Буде Глядачів: 7 985 Арбітр: Донатас Румшас (Литва) |

### Група B
| Поз | Команда       | І | В | Н | П | ГЗ | ГП | РГ | О  | Кваліфікація               |  | ФБЧ | РЕН | АЕК | ДИН |
| --- | ------------- | - | - | - | - | -- | -- | -- | -- | -------------------------- |  | --- | --- | --- | --- |
| 1   | Фенербахче    | 6 | 4 | 2 | 0 | 13 | 7  | +6 | 14 | Вихід в 1/8 фіналу         |  | —   | 3:3 | 2:0 | 2:1 |
| 2   | Ренн          | 6 | 3 | 3 | 0 | 11 | 8  | +3 | 12 | Вихід до стикових матчів   |  | 2:2 | —   | 1:1 | 2:1 |
| 3   | АЕК (Ларнака) | 6 | 1 | 2 | 3 | 7  | 10 | −3 | 5  | Перехід в Лігу конференцій |  | 1:2 | 1:2 | —   | 3:3 |
| 4   | Динамо        | 6 | 0 | 1 | 5 | 5  | 11 | −6 | 1  |                            |  | 0:2 | 0:1 | 0:1 | —   |

| 8 вересня 2022 19:45 |

| АЕК (Ларнака)  | 1:2      | Ренн                         |
| -------------- | -------- | ---------------------------- |
| - Санхурхо 33' | Протокол | - Теат 29' - Ассіньйон 90+4' |

| АЕК Арена, Ларнака Глядачів: 4 103 Арбітр: Георгій Круашвілі (Грузія) |

| 8 вересня 2022 19:45 |

| Фенербахче                           | 2:1      | Динамо         |
| ------------------------------------ | -------- | -------------- |
| - Густаво Енріке 35' - Батшуаї 90+2' | Протокол | - Циганков 63' |

| Шюкрю Сараджоглу, Стамбул Глядачів: 41 895 Арбітр: Тамаш Богнар (Угорщина) |

| 15 вересня 2022 22:00 (21:00 CEST) |

| Динамо | 0:1      | АЕК (Ларнака) |
| ------ | -------- | ------------- |
|        | Протокол | - Дюрчо 8'    |

| Краковія, Краків Глядачів: 3 362 Арбітр: Якоб Кехлет (Данія) |

| 15 вересня 2022 22:00 (21:00 CEST) |

| Ренн                   | 2:2      | Фенербахче                             |
| ---------------------- | -------- | -------------------------------------- |
| - Тер'є 52' - Маєр 54' | Протокол | - Кахведжі 60' - Валенсія 90+2' (пен.) |

| Руазон-Парк, Ренн Глядачів: 20 993 Арбітр: Олексій Кульбаков (Білорусь) |

| 6 жовтня 2022 22:00 (21:00 CEST) |

| Ренн                     | 2:1      | Динамо         |
| ------------------------ | -------- | -------------- |
| - Тер'є 23' - Д. Дуе 89' | Протокол | - Циганков 33' |

| Руазон-Парк, Ренн Глядачів: 24 761 Арбітр: Хосе Марія Санчес (Іспанія) |

| 6 жовтня 2022 22:00 |

| Фенербахче                     | 2:0      | АЕК (Ларнака) |
| ------------------------------ | -------- | ------------- |
| - Батшуаї 26' - Мамас 80' (аг) | Протокол |               |

| Шюкрю Сараджоглу, Стамбул Глядачів: 38 860 Арбітр: Кріс Кавана (Англія) |

| 13 жовтня 2022 19:45 (18:45 CEST) |

| Динамо | 0:1      | Ренн      |
| ------ | -------- | --------- |
|        | Протокол | - Вух 48' |

| Краковія, Краків Глядачів: 5 398 Арбітр: Сердар Гезюбююк (Нідерланди) |

| 13 жовтня 2022 19:45 |

| АЕК (Ларнака)             | 1:2      | Фенербахче                            |
| ------------------------- | -------- | ------------------------------------- |
| - Тричковський 52' (пен.) | Протокол | - Жуан Педро 16' - Батшуаї 80' (пен.) |

| АЕК Арена, Ларнака Глядачів: 6 947 Арбітр: Павел Рачковський (Польща) |

| 27 жовтня 2022 19:45 |

| Фенербахче                          | 3:3      | Ренн                        |
| ----------------------------------- | -------- | --------------------------- |
| - Валенсія 42' - Зайц 82' - Мор 88' | Протокол | - Гуїрі 5', 30' - Тер'є 16' |

| Шюкрю Сараджоглу, Стамбул Глядачів: 34 840 Арбітр: Новак Симович (Сербія) |

| 27 жовтня 2022 19:45 |

| АЕК (Ларнака)                  | 3:3      | Динамо                          |
| ------------------------------ | -------- | ------------------------------- |
| - Альтман 26', 72' - Лопеш 53' | Протокол | - Ванат 45' - Гармаш 82', 90+2' |

| АЕК Арена, Ларнака Глядачів: 4 321 Арбітр: Джон Бітон (Шотландія) |

| 3 листопада 2022 22:00 (21:00 CEST) |

| Динамо | 0:2      | Фенербахче                       |
| ------ | -------- | -------------------------------- |
|        | Протокол | - Гюлер 23' - Вілліан Аран 45+2' |

| Краковія, Краків Глядачів: 6 304 Арбітр: Дує Струкан (Хорватія) |

| 3 листопада 2022 22:00 (21:00 CET) |

| Ренн        | 1:1      | АЕК (Ларнака) |
| ----------- | -------- | ------------- |
| - Аблін 17' | Протокол | - Лопеш 76'   |

| Руазон-Парк, Ренн Глядачів: 27 210 Арбітр: Мохаммед Аль-Хакім (Швеція) |

### Група C
| Поз | Команда    | І | В | Н | П | ГЗ | ГП | РГ  | О  | Кваліфікація               |  | БЕТ | РОМ | ЛУД | ГІК |
| --- | ---------- | - | - | - | - | -- | -- | --- | -- | -------------------------- |  | --- | --- | --- | --- |
| 1   | Реал Бетіс | 6 | 5 | 1 | 0 | 12 | 4  | +8  | 16 | Вихід в 1/8 фіналу         |  | —   | 1:1 | 3:2 | 3:0 |
| 2   | Рома       | 6 | 3 | 1 | 2 | 11 | 7  | +4  | 10 | Вихід до стикових матчів   |  | 1:2 | —   | 3:1 | 3:0 |
| 3   | Лудогорець | 6 | 2 | 1 | 3 | 8  | 9  | −1  | 7  | Перехід в Лігу конференцій |  | 0:1 | 2:1 | —   | 2:0 |
| 4   | ГІК        | 6 | 0 | 1 | 5 | 2  | 13 | −11 | 1  |                            |  | 0:2 | 1:2 | 1:1 | —   |

| 8 вересня 2022 19:45 |

| Лудогорець               | 2:1      | Рома            |
| ------------------------ | -------- | --------------- |
| - Соуза 72' - Нонато 88' | Протокол | - Шомуродов 86' |

| Хювефарма Арена, Разград Глядачів: 10 011 Арбітр: Крейг Поусон (Англія) |

| 8 вересня 2022 19:45 |

| ГІК | 0:2      | Реал Бетіс                       |
| --- | -------- | -------------------------------- |
|     | Протокол | - Вілліан Жозе 45+3' (пен.), 64' |

| Болт Арена, Гельсінкі Глядачів: 10 164 Арбітр: Рой Райншрайбер (Ізраїль) |

| 15 вересня 2022 22:00 (21:00 CEST) |

| Реал Бетіс                                   | 3:2      | Лудогорець                 |
| -------------------------------------------- | -------- | -------------------------- |
| - Луїс Енріке 25' - Хоакін 39' - Каналес 59' | Протокол | - Десподов 45+2' - Рік 74' |

| Естадіо Беніто Вільямарін, Севілья Глядачів: 43 113 Арбітр: Андріс Трейманіс (Латвія) |

| 15 вересня 2022 22:00 (21:00 CEST) |

| Рома                                        | 3:0      | ГІК |
| ------------------------------------------- | -------- | --- |
| - Дибала 47' - Пеллегріні 49' - Белотті 68' | Протокол |     |

| Олімпійський, Рим Глядачів: 60 193 Арбітр: Раду Петреску (Румунія) |

| 6 жовтня 2022 19:45 |

| ГІК           | 1:1      | Лудогорець    |
| ------------- | -------- | ------------- |
| - Хетемай 55' | Протокол | - Тіссера 10' |

| Болт Арена, Гельсінкі Глядачів: 9 751 Арбітр: Євген Арановський (Україна) |

| 6 жовтня 2022 22:00 (21:00 CEST) |

| Рома                | 1:2      | Реал Бетіс                       |
| ------------------- | -------- | -------------------------------- |
| - Дибала 34' (пен.) | Протокол | - Родрігес 40' - Луїс Енріке 88' |

| Олімпійський, Рим Глядачів: 62 294 Арбітр: Матей Юг (Словенія) |

| 13 жовтня 2022 19:45 (18:45 CEST) |

| Реал Бетіс    | 1:1      | Рома          |
| ------------- | -------- | ------------- |
| - Каналес 34' | Протокол | - Белотті 53' |

| Естадіо Беніто Вільямарін, Севілья Глядачів: 52 472 Арбітр: Анастасіос Сідіропулос (Греція) |

| 13 жовтня 2022 22:00 |

| Лудогорець             | 2:0      | ГІК |
| ---------------------- | -------- | --- |
| - Групер 39' - Рік 64' | Протокол |     |

| Хювефарма Арена, Разград Глядачів: 4 623 Арбітр: Крісто Тогвер (Естонія) |

| 27 жовтня 2022 19:45 |

| Лудогорець | 0:1      | Реал Бетіс  |
| ---------- | -------- | ----------- |
|            | Протокол | - Фекір 56' |

| Хювефарма Арена, Разград Глядачів: 9 487 Арбітр: Гаральд Лехнер (Австрія) |

| 27 жовтня 2022 22:00 |

| ГІК           | 1:2      | Рома                              |
| ------------- | -------- | --------------------------------- |
| - Хетемай 54' | Протокол | - Абрагам 41' - Хосконен 62' (аг) |

| Болт Арена, Гельсінкі Глядачів: 9 751 Арбітр: Тьягу Мартінш (Португалія) |

| 3 листопада 2022 22:00 (21:00 CET) |

| Рома                                               | 3:1      | Лудогорець |
| -------------------------------------------------- | -------- | ---------- |
| - Пеллегріні 56' (пен.), 65' (пен.) - Дзаніоло 85' | Протокол | - Рік 42'  |

| Олімпійський, Рим Глядачів: 60 807 Арбітр: Никола Дабанович (Чорногорія) |

| 3 листопада 2022 22:00 (21:00 CET) |

| Реал Бетіс                             | 3:0      | ГІК |
| -------------------------------------- | -------- | --- |
| - Айтор Руїбаль 20', 41' - Фекір 90+3' | Протокол |     |

| Естадіо Беніто Вільямарін, Севілья Глядачів: 35 384 Арбітр: Вільям Коллам (Шотландія) |

### Група D
| Поз | Команда           | І | В | Н | П | ГЗ | ГП | РГ | О  | Кваліфікація               |  | УСЖ | УНБ | БРА | МАЛ |
| --- | ----------------- | - | - | - | - | -- | -- | -- | -- | -------------------------- |  | --- | --- | --- | --- |
| 1   | Юніон Сент-Жилуаз | 6 | 4 | 1 | 1 | 11 | 7  | +4 | 13 | Вихід в 1/8 фіналу         |  | —   | 0:1 | 3:3 | 3:2 |
| 2   | Уніон Берлін      | 6 | 4 | 0 | 2 | 4  | 2  | +2 | 12 | Вихід до стикових матчів   |  | 0:1 | —   | 1:0 | 1:0 |
| 3   | Брага             | 6 | 3 | 1 | 2 | 9  | 7  | +2 | 10 | Перехід в Лігу конференцій |  | 1:2 | 1:0 | —   | 2:1 |
| 4   | Мальме            | 6 | 0 | 0 | 6 | 3  | 11 | −8 | 0  |                            |  | 0:2 | 0:1 | 0:2 | —   |

| 8 вересня 2022 19:45 (18:45 CEST) |

| Мальме | 0:2      | Брага                                  |
| ------ | -------- | -------------------------------------- |
|        | Протокол | - Бруну Родрігеш 30' - Орта 70' (пен.) |

| Еледа, Мальме Глядачів: 13 721 Арбітр: Дує Струкан (Хорватія) |

| 8 вересня 2022 19:45 (18:45 CEST) |

| Уніон Берлін | 0:1      | Юніон Сент-Жилуаз |
| ------------ | -------- | ----------------- |
|              | Протокол | - Лінен 39'       |

| Штадіон ан дер Альтен Форштерай, Берлін Глядачів: 21 512 Арбітр: Сергій Бойко (Україна) |

| 15 вересня 2022 22:00 (21:00 CEST) |

| Юніон Сент-Жилуаз                        | 3:2      | Мальме                      |
| ---------------------------------------- | -------- | --------------------------- |
| - Берджесс 17' - Теума 69' - Боніфас 71' | Протокол | - Кесай 6' - Кісе Телін 57' |

| Ден Дреф, Левен Глядачів: 4 373 Арбітр: Бартош Франковський (Польща) |

| 15 вересня 2022 22:00 (20:00 WEST) |

| Брага         | 1:0      | Уніон Берлін |
| ------------- | -------- | ------------ |
| - Вітінья 77' | Протокол |              |

| Муніципальний, Брага Глядачів: 17 782 Арбітр: Філіп Глова (Словаччина) |

| 6 жовтня 2022 19:45 (18:45 CEST) |

| Мальме | 0:1      | Уніон Берлін |
| ------ | -------- | ------------ |
|        | Протокол | - Беккер 68' |

| Еледа, Мальме Глядачів: 16 057 Арбітр: Халіл Умут Мелер (Туреччина) |

| 6 жовтня 2022 22:00 (20:00 WEST) |

| Брага            | 1:2      | Юніон Сент-Жилуаз     |
| ---------------- | -------- | --------------------- |
| - Абель Руїс 49' | Протокол | - Нільссон 86', 90+4' |

| Муніципальний, Брага Глядачів: 14 044 Арбітр: Стефані Фраппар (Франція) |

| 13 жовтня 2022 19:45 (18:45 CEST) |

| Юніон Сент-Жилуаз                | 3:3      | Брага                   |
| -------------------------------- | -------- | ----------------------- |
| - Боніфас 20', 62' - Ванзейр 49' | Протокол | - Вітінья 15', 36', 41' |

| Ден Дреф, Левен Глядачів: 7 851 Арбітр: Аліяр Агаєв (Азербайджан) |

| 13 жовтня 2022 22:00 (21:00 CEST) |

| Уніон Берлін       | 1:0      | Мальме |
| ------------------ | -------- | ------ |
| - Кнохе 89' (пен.) | Протокол |        |

| Штадіон ан дер Альтен Форштерай, Берлін Глядачів: 21 800 Арбітр: Александар Ставрев (Північна Македонія) |

| 27 жовтня 2022 19:45 (18:45 CEST) |

| Мальме | 0:2      | Юніон Сент-Жилуаз       |
| ------ | -------- | ----------------------- |
|        | Протокол | - Теума 10' - Амані 42' |

| Еледа, Мальме Глядачів: 10 912 Арбітр: Рой Райншрайбер (Ізраїль) |

| 27 жовтня 2022 19:45 (18:45 CEST) |

| Уніон Берлін       | 1:0      | Брага |
| ------------------ | -------- | ----- |
| - Кнохе 68' (пен.) | Протокол |       |

| Штадіон ан дер Альтен Форштерай, Берлін Глядачів: 21 082 Арбітр: Крейг Поусон (Англія) |

| 3 листопада 2022 22:00 (21:00 CET) |

| Юніон Сент-Жилуаз | 0:1      | Уніон Берлін |
| ----------------- | -------- | ------------ |
|                   | Протокол | - Міхель 6'  |

| Ден Дреф, Левен Глядачів: 5 597 Арбітр: Андріс Трейманіс (Латвія) |

| 3 листопада 2022 22:00 (20:00 WET) |

| Брага                          | 2:1      | Мальме       |
| ------------------------------ | -------- | ------------ |
| - Орта 36' - Альваро Джало 55' | Протокол | - Сейдіу 77' |

| Муніципальний, Брага Глядачів: 11 805 Арбітр: Рудді Буке (Франція) |

### Група E
| Поз | Команда           | І | В | Н | П | ГЗ | ГП | РГ | О  | Кваліфікація               |  | РСО | МЮ  | ШЕР | ОМО |
| --- | ----------------- | - | - | - | - | -- | -- | -- | -- | -------------------------- |  | --- | --- | --- | --- |
| 1   | Реал Сосьєдад     | 6 | 5 | 0 | 1 | 10 | 2  | +8 | 15 | Вихід в 1/8 фіналу         |  | —   | 0:1 | 3:0 | 2:1 |
| 2   | Манчестер Юнайтед | 6 | 5 | 0 | 1 | 10 | 3  | +7 | 15 | Вихід до стикових матчів   |  | 0:1 | —   | 3:0 | 1:0 |
| 3   | Шериф             | 6 | 2 | 0 | 4 | 4  | 10 | −6 | 6  | Перехід в Лігу конференцій |  | 0:2 | 0:2 | —   | 1:0 |
| 4   | Омонія            | 6 | 0 | 0 | 6 | 3  | 12 | −9 | 0  |                            |  | 0:2 | 2:3 | 0:3 | —   |

| 8 вересня 2022 22:00 (20:00 BST) |

| Манчестер Юнайтед | 0:1      | Реал Сосьєдад       |
| ----------------- | -------- | ------------------- |
|                   | Протокол | - Мендес 59' (пен.) |

| Олд-Траффорд, Манчестер Глядачів: 74 310 Арбітр: Марко Ді Белло (Італія) |

| 8 вересня 2022 22:00 |

| Омонія | 0:3      | Шериф                                      |
| ------ | -------- | ------------------------------------------ |
|        | Протокол | - Рашид 2' - Атімвен 55' (пен.) - Діоп 76' |

| ГСП, Нікосія Глядачів: 11 271 Арбітр: Раде Обренович (Словенія) |

| 15 вересня 2022 19:45 |

| Шериф | 0:2      | Манчестер Юнайтед                |
| ----- | -------- | -------------------------------- |
|       | Протокол | - Санчо 17' - Роналду 39' (пен.) |

| Зімбру, Кишинів Глядачів: 8 734 Арбітр: Павел Рачковський (Польща) |

| 15 вересня 2022 19:45 (18:45 CEST) |

| Реал Сосьєдад             | 2:1      | Омонія      |
| ------------------------- | -------- | ----------- |
| - Гевара 30' - Серлот 80' | Протокол | - Бруно 72' |

| Аноета, Сан-Себастьян Глядачів: 28 587 Арбітр: Крісто Тогвер (Естонія) |

| 6 жовтня 2022 19:45 |

| Шериф | 0:2      | Реал Сосьєдад                      |
| ----- | -------- | ---------------------------------- |
|       | Протокол | - Давід Сільва 53' - Елустондо 62' |

| Зімбру, Кишинів Глядачів: 5 427 Арбітр: Гаральд Лехнер (Австрія) |

| 6 жовтня 2022 19:45 |

| Омонія                          | 2:3      | Манчестер Юнайтед                 |
| ------------------------------- | -------- | --------------------------------- |
| - Ансаріфард 34' - Панайоту 85' | Протокол | - Рашфорд 53', 84' - Марсьяль 63' |

| ГСП, Нікосія Глядачів: 20 011 Арбітр: Жуан Піньєйру (Португалія) |

| 13 жовтня 2022 22:00 (20:00 BST) |

| Манчестер Юнайтед  | 1:0      | Омонія |
| ------------------ | -------- | ------ |
| - Мактоміней 90+3' | Протокол |        |

| Олд-Траффорд, Манчестер Глядачів: 74 310 Арбітр: Жером Брізар (Франція) |

| 13 жовтня 2022 22:00 (21:00 CEST) |

| Реал Сосьєдад                           | 3:0      | Шериф |
| --------------------------------------- | -------- | ----- |
| - Серлот 45+1' - Ріко 66' - Наварро 81' | Протокол |       |

| Аноета, Сан-Себастьян Глядачів: 25 806 Арбітр: Енеа Йоргі (Албанія) |

| 27 жовтня 2022 22:00 (20:00 BST) |

| Манчестер Юнайтед                      | 3:0      | Шериф |
| -------------------------------------- | -------- | ----- |
| - Дало 44' - Рашфорд 65' - Роналду 81' | Протокол |       |

| Олд-Траффорд, Манчестер Глядачів: 73 764 Арбітр: Анастасіос Сідіропулос (Греція) |

| 27 жовтня 2022 22:00 |

| Омонія | 0:2      | Реал Сосьєдад                |
| ------ | -------- | ---------------------------- |
|        | Протокол | - Наварро 45+2' - Мендес 60' |

| ГСП, Нікосія Глядачів: 11 780 Арбітр: Тамаш Богнар (Угорщина) |

| 3 листопада 2022 19:45 (18:45 CET) |

| Реал Сосьєдад | 0:1      | Манчестер Юнайтед |
| ------------- | -------- | ----------------- |
|               | Протокол | - Гарначо 17'     |

| Аноета, Сан-Себастьян Глядачів: 36 744 Арбітр: Георгі Кабаков (Болгарія) |

| 3 листопада 2022 19:45 |

| Шериф       | 1:0      | Омонія |
| ----------- | -------- | ------ |
| - Рашид 88' | Протокол |        |

| Зімбру, Кишинів Глядачів: 2 295 Арбітр: Фран Йович (Хорватія) |

### Група F
| Поз | Команда     | І | В | Н | П | ГЗ | ГП | РГ | О | Кваліфікація               |  | ФЕЄ | МІД | ЛАЦ | ШТУ |
| --- | ----------- | - | - | - | - | -- | -- | -- | - | -------------------------- |  | --- | --- | --- | --- |
| 1   | Феєнорд     | 6 | 2 | 2 | 2 | 13 | 9  | +4 | 8 | Вихід в 1/8 фіналу         |  | —   | 2:2 | 1:0 | 6:0 |
| 2   | Мідтьюлланн | 6 | 2 | 2 | 2 | 12 | 8  | +4 | 8 | Вихід до стикових матчів   |  | 2:2 | —   | 5:1 | 2:0 |
| 3   | Лаціо       | 6 | 2 | 2 | 2 | 9  | 11 | −2 | 8 | Перехід в Лігу конференцій |  | 4:2 | 2:1 | —   | 2:2 |
| 4   | Штурм       | 6 | 2 | 2 | 2 | 4  | 10 | −6 | 8 |                            |  | 1:0 | 1:0 | 0:0 | —   |

| 8 вересня 2022 22:00 (21:00 CEST) |

| Лаціо                                               | 4:2      | Феєнорд                   |
| --------------------------------------------------- | -------- | ------------------------- |
| - Луїс Альберто 4' - Андерсон 15' - Весіно 28', 63' | Протокол | - Хіменес 69' (пен.), 88' |

| Олімпійський, Рим Глядачів: 22 763 Арбітр: Рікардо де Бургос (Іспанія) |

| 8 вересня 2022 22:00 (21:00 CEST) |

| Штурм      | 1:0      | Мідтьюлланн |
| ---------- | -------- | ----------- |
| - Емега 8' | Протокол |             |

| Лібенауерштадіон, Грац Глядачів: 10 521 Арбітр: Аліяр Агаєв (Азербайджан) |

| 15 вересня 2022 19:45 (18:45 CEST) |

| Мідтьюлланн                                                                  | 5:1      | Лаціо                  |
| ---------------------------------------------------------------------------- | -------- | ---------------------- |
| - Паулінью 26' - Каба 30' - Евандер 52' (пен.) - Ісаксен 67' - Святченко 72' | Протокол | - Милинкович-Савич 57' |

| MCH Арена, Гернінг Глядачів: 9 052 Арбітр: Никола Дабанович (Чорногорія) |

| 15 вересня 2022 19:45 (18:45 CEST) |

| Феєнорд                                                                     | 6:0      | Штурм |
| --------------------------------------------------------------------------- | -------- | ----- |
| - Джаганбахш 9', 41' - Ганцко 31' - Перейра 34' - Хіменес 66' - Ідріссі 78' | Протокол |       |

| Де Кейп, Роттердам Глядачів: 30 025 Арбітр: Жером Брізар (Франція) |

| 6 жовтня 2022 19:45 (18:45 CEST) |

| Штурм | 0:0      | Лаціо |
| ----- | -------- | ----- |
|       | Протокол |       |

| Лібенауерштадіон, Грац Глядачів: 14 171 Арбітр: Бенуа Бастьєн (Франція) |

| 6 жовтня 2022 22:00 (21:00 CEST) |

| Мідтьюлланн                 | 2:2      | Феєнорд                             |
| --------------------------- | -------- | ----------------------------------- |
| - Ісаксен 54' - Жунінью 85' | Протокол | - Шиманський 23' - Кекчю 45' (пен.) |

| MCH Арена, Гернінг Глядачів: 9 044 Арбітр: Мохаммед Аль-Хакім (Швеція) |

| 13 жовтня 2022 19:45 (18:45 CEST) |

| Феєнорд                   | 2:2      | Мідтьюлланн                    |
| ------------------------- | -------- | ------------------------------ |
| - Тімбер 32' - Ганцко 48' | Протокол | - Мартінес 16' - Святченко 59' |

| Де Кейп, Роттердам Глядачів: 43 086 Арбітр: Раде Обренович (Словенія) |

| 13 жовтня 2022 22:00 (21:00 CEST) |

| Лаціо                                      | 2:2      | Штурм              |
| ------------------------------------------ | -------- | ------------------ |
| - Іммобіле 45' (пен.) - Педро Родрігес 71' | Протокол | - Бьовінг 56', 83' |

| Олімпійський, Рим Глядачів: 21 059 Арбітр: Саша Штегеман (Німеччина) |

| 27 жовтня 2022 19:45 (18:45 CEST) |

| Лаціо                                       | 2:1      | Мідтьюлланн  |
| ------------------------------------------- | -------- | ------------ |
| - Милинкович-Савич 36' - Педро Родрігес 58' | Протокол | - Ісаксен 8' |

| Олімпійський, Рим Глядачів: 17 756 Арбітр: Даніель Стефаньський (Польща) |

| 27 жовтня 2022 22:00 (21:00 CEST) |

| Штурм              | 1:0      | Феєнорд |
| ------------------ | -------- | ------- |
| - Кітеішвілі 90+3' | Протокол |         |

| Лібенауерштадіон, Грац Глядачів: 13 987 Арбітр: Еспен Ескос (Норвегія) |

| 3 листопада 2022 19:45 (18:45 CET) |

| Мідтьюлланн      | 2:0      | Штурм |
| ---------------- | -------- | ----- |
| - Дреєр 15', 72' | Протокол |       |

| MCH Арена, Гернінг Глядачів: 9 134 Арбітр: Матей Юг (Словенія) |

| 3 листопада 2022 19:45 (18:45 CET) |

| Феєнорд       | 1:0      | Лаціо |
| ------------- | -------- | ----- |
| - Хіменес 64' | Протокол |       |

| Де Кейп, Роттердам Глядачів: 43 268 Арбітр: Ірфан Пельто (Боснія і Герцеговина) |

### Група G
| Поз | Команда    | І | В | Н | П | ГЗ | ГП | РГ  | О  | Кваліфікація               |  | ФРБ | НАН | КАР | ОЛІ |
| --- | ---------- | - | - | - | - | -- | -- | --- | -- | -------------------------- |  | --- | --- | --- | --- |
| 1   | Фрайбург   | 6 | 4 | 2 | 0 | 13 | 3  | +10 | 14 | Вихід в 1/8 фіналу         |  | —   | 2:0 | 2:1 | 1:1 |
| 2   | Нант       | 6 | 3 | 0 | 3 | 6  | 11 | −5  | 9  | Вихід до стикових матчів   |  | 0:4 | —   | 2:1 | 2:1 |
| 3   | Карабах    | 6 | 2 | 2 | 2 | 9  | 5  | +4  | 8  | Перехід в Лігу конференцій |  | 1:1 | 3:0 | —   | 0:0 |
| 4   | Олімпіакос | 6 | 0 | 2 | 4 | 2  | 11 | −9  | 2  |                            |  | 0:3 | 0:2 | 0:3 | —   |

| 8 вересня 2022 22:00 (21:00 CEST) |

| Нант                                 | 2:1      | Олімпіакос           |
| ------------------------------------ | -------- | -------------------- |
| - Мостафа Мохамед 32' - Гессан 90+3' | Протокол | - Мутуссамі 50' (аг) |

| Стад де ла Божуар, Нант Глядачів: 31 276 Арбітр: Гаральд Лехнер (Австрія) |

| 8 вересня 2022 22:00 (21:00 CEST) |

| Фрайбург                     | 2:1      | Карабах       |
| ---------------------------- | -------- | ------------- |
| - Гріфо 7' (пен.) - Доан 15' | Протокол | - Вешович 39' |

| Ойропа-Парк-Штадіон, Фрайбург Глядачів: 31 500 Арбітр: Ерік Ламбрехтс (Бельгія) |

| 15 вересня 2022 19:45 |

| Олімпіакос | 0:3      | Фрайбург                        |
| ---------- | -------- | ------------------------------- |
|            | Протокол | - Гефлер 5' - Грегорич 25', 52' |

| Георгіос Караїскакіс, Пірей Глядачів: 23 104 Арбітр: Матей Юг (Словенія) |

| 15 вересня 2022 19:45 (20:45 AZT) |

| Карабах                                 | 3:0      | Нант |
| --------------------------------------- | -------- | ---- |
| - Квабена 60' - Зубір 65' - Янкович 72' | Протокол |      |

| ім. Тофіка Бахрамова, Баку Глядачів: 26 495 Арбітр: Енеа Йоргі (Албанія) |

| 6 жовтня 2022 22:00 |

| Олімпіакос | 0:3      | Карабах                                   |
| ---------- | -------- | ----------------------------------------- |
|            | Протокол | - Квабена 68' - Вешович 82' - Шейдаєв 86' |

| Георгіос Караїскакіс, Пірей Глядачів: 21 677 Арбітр: Ірфан Пельто (Боснія і Герцеговина) |

| 6 жовтня 2022 22:00 (21:00 CEST) |

| Фрайбург                | 2:0      | Нант |
| ----------------------- | -------- | ---- |
| - К'єре 48' - Гріфо 72' | Протокол |      |

| Ойропа-Парк-Штадіон, Фрайбург Глядачів: 33 200 Арбітр: Гленн Нюберг (Швеція) |

| 13 жовтня 2022 19:45 (18:45 CEST) |

| Нант | 0:4      | Фрайбург                                                      |
| ---- | -------- | ------------------------------------------------------------- |
|      | Протокол | - Кюблер 26' - Грегорич 71' - Сімон 82' (аг) - Джон У Йон 87' |

| Стад де ла Божуар, Нант Глядачів: 31 845 Арбітр: Гораціу Феснік (Румунія) |

| 13 жовтня 2022 19:45 (20:45 AZT) |

| Карабах | 0:0      | Олімпіакос |
| ------- | -------- | ---------- |
|         | Протокол |            |

| ім. Тофіка Бахрамова, Баку Глядачів: 31 200 Арбітр: Крейг Поусон (Англія) |

| 27 жовтня 2022 22:00 (21:00 CEST) |

| Фрайбург       | 1:1      | Олімпіакос      |
| -------------- | -------- | --------------- |
| - Кюблер 90+3' | Протокол | - Ель-Арабі 17' |

| Ойропа-Парк-Штадіон, Фрайбург Глядачів: 33 000 Арбітр: Крісто Тогвер (Естонія) |

| 27 жовтня 2022 22:00 (21:00 CEST) |

| Нант                     | 2:1      | Карабах             |
| ------------------------ | -------- | ------------------- |
| - Бла 17' - Ганаго 90+5' | Протокол | - Озобич 56' (пен.) |

| Стад де ла Божуар, Нант Глядачів: 30 927 Арбітр: Якоб Кехлет (Данія) |

| 3 листопада 2022 19:45 (20:45 AZT) |

| Карабах         | 1:1      | Фрайбург              |
| --------------- | -------- | --------------------- |
| - Квабена 90+2' | Протокол | - Петерсен 25' (пен.) |

| ім. Тофіка Бахрамова, Баку Глядачів: 30 430 Арбітр: Олексій Кульбаков (Білорусь) |

| 3 листопада 2022 19:45 |

| Олімпіакос | 0:2      | Нант                            |
| ---------- | -------- | ------------------------------- |
|            | Протокол | - Мостафа Мохамед 79' - Бла 90' |

| Георгіос Караїскакіс, Пірей Глядачів: 16 254 Арбітр: Сергій Бойко (Україна) |

### Група H
| Поз | Команда       | І | В | Н | П | ГЗ | ГП | РГ | О  | Кваліфікація               |  | ФЕР | МОН | ТРБ | ЦЗ  |
| --- | ------------- | - | - | - | - | -- | -- | -- | -- | -------------------------- |  | --- | --- | --- | --- |
| 1   | Ференцварош   | 6 | 3 | 1 | 2 | 8  | 9  | −1 | 10 | Вихід в 1/8 фіналу         |  | —   | 1:1 | 3:2 | 2:1 |
| 2   | Монако        | 6 | 3 | 1 | 2 | 9  | 8  | +1 | 10 | Вихід до стикових матчів   |  | 0:1 | —   | 3:1 | 4:1 |
| 3   | Трабзонспор   | 6 | 3 | 0 | 3 | 11 | 9  | +2 | 9  | Перехід в Лігу конференцій |  | 1:0 | 4:0 | —   | 2:1 |
| 4   | Црвена Звезда | 6 | 2 | 0 | 4 | 9  | 11 | −2 | 6  |                            |  | 4:1 | 0:1 | 2:1 | —   |

1. 1 2  Очки в очних зустрічах: Ференцварош 4, Монако 1

| 8 вересня 2022 22:00 (21:00 CEST) |

| Црвена Звезда | 0:1      | Монако              |
| ------------- | -------- | ------------------- |
|               | Протокол | - Емболо 74' (пен.) |

| ім. Райко Митича, Белград Глядачів: 40 226 Арбітр: Гарм Осмерс (Німеччина) |

| 8 вересня 2022 22:00 (21:00 CEST) |

| Ференцварош                         | 3:2      | Трабзонспор                   |
| ----------------------------------- | -------- | ----------------------------- |
| - Нгуен 5', 44' (пен.) - Траоре 29' | Протокол | - Максі Гомес 39' - Бозок 71' |

| Групама Арена, Будапешт Глядачів: 17 987 Арбітр: Фабіо Мареска (Італія) |

| 15 вересня 2022 19:45 |

| Трабзонспор                | 2:1      | Црвена Звезда |
| -------------------------- | -------- | ------------- |
| - Гамшик 16' - Трезеге 68' | Протокол | - Ніколич 89' |

| Шенол Гюнеш, Трабзон Глядачів: 24 884 Арбітр: Саша Штегеман (Німеччина) |

| 15 вересня 2022 19:45 (18:45 CEST) |

| Монако | 0:1      | Ференцварош |
| ------ | -------- | ----------- |
|        | Протокол | - Вечей 80' |

| Стадіон Луї II, Монако Глядачів: 3 931 Арбітр: Еспен Ескос (Норвегія) |

| 6 жовтня 2022 19:45 (18:45 CEST) |

| Црвена Звезда                                         | 4:1      | Ференцварош       |
| ----------------------------------------------------- | -------- | ----------------- |
| - Канга 27' (пен.), 60' - С. Митрович 35' - Катаї 51' | Протокол | - Захаріассен 71' |

| ім. Райко Митича, Белград Глядачів: 26 244 Арбітр: Лоуренс Віссер (Бельгія) |

| 6 жовтня 2022 19:45 (18:45 CEST) |

| Монако                                     | 3:1      | Трабзонспор     |
| ------------------------------------------ | -------- | --------------- |
| - Бен Єддер 14', 45+2' (пен.) - Дісасі 55' | Протокол | - Бакасетас 72' |

| Стадіон Луї II, Монако Глядачів: 5 050 Арбітр: Гіоргі Круашвілі (Грузія) |

| 13 жовтня 2022 22:00 (21:00 CEST) |

| Ференцварош                     | 2:1      | Црвена Звезда     |
| ------------------------------- | -------- | ----------------- |
| - Захаріассен 23' - С. Ммає 61' | Протокол | - С. Митрович 55' |

| Групама Арена, Будапешт Глядачів: 20 675 Арбітр: Даніель Стефаньський (Польща) |

| 13 жовтня 2022 22:00 |

| Трабзонспор                                               | 4:0      | Монако |
| --------------------------------------------------------- | -------- | ------ |
| - Сарр 44' (аг) - Вітор Уго 48' - Барді 57' - Трезеге 69' | Протокол |        |

| Шенол Гюнеш, Трабзон Глядачів: 24 343 Арбітр: Якоб Кехлет (Данія) |

| 27 жовтня 2022 22:00 (21:00 CEST) |

| Црвена Звезда           | 2:1      | Трабзонспор     |
| ----------------------- | -------- | --------------- |
| - Катаї 37' - Пешич 64' | Протокол | - Бакасетас 39' |

| ім. Райко Митича, Белград Глядачів: 30 431 Арбітр: Жуан Піньєйру (Португалія) |

| 27 жовтня 2022 22:00 (21:00 CEST) |

| Ференцварош       | 1:1      | Монако          |
| ----------------- | -------- | --------------- |
| - Захаріассен 83' | Протокол | - Бен Єддер 31' |

| Групама Арена, Будапешт Глядачів: 20 517 Арбітр: Енеа Йоргі (Албанія) |

| 3 листопада 2022 19:45 (20:45 TRT) |

| Трабзонспор    | 1:0      | Ференцварош |
| -------------- | -------- | ----------- |
| - Бакасетас 7' | Протокол |             |

| Шенол Гюнеш, Трабзон Глядачів: 22 840 Арбітр: Гарм Осмерс (Німеччина) |

| 3 листопада 2022 19:45 (18:45 CET) |

| Монако                                  | 4:1      | Црвена Звезда      |
| --------------------------------------- | -------- | ------------------ |
| - Фолланд 5', 27', 87' - Родич 50' (аг) | Протокол | - Канга 54' (пен.) |

| Стадіон Луї II, Монако Глядачів: 6 341 Арбітр: Сердар Гезюбююк (Нідерланди) |

## Позначки
1. ↑  EEST (UTC+3) для матчів до 30 жовтня 2022 (1–5 тур), та EET (UTC+2) для подальших дат (6 тур).
2. ↑  Цюрих провів матч перешого туру проти Арсеналу на стадіоні Кібунпарк у Санкт-Галлені (Швейцарія) замість свого домашнього стадіону — Летцигрунд, Цюрих (Швейцарія) — оскільки в ці дні він приймав інші спортивні та музичні події.[7]
3. ↑  Матч Арсенал проти ПСВ мав відбутися 15 вересня о 22:00, але був перенесений на 20:00 20 жовтня через обмежені ресурси поліції та організаційні труднощі у зв'язку з трауром по королеві Єлизаветі II.[15]
4. 1 2 3  Через російське вторгнення, українські клуби грають домашні матчі на нейтральному полі. Тому домашні матчі Динамо пройдуть на стадіоні Краковія у Кракові (Польща) замість їх домашнього стадіону ‒ НСК «Олімпійський» у Києві.
5. 1 2 3  Домашні матч Уніон Сент-Жілуазу пройдуть на стадіоні Ден Дреф у Левені (Бельгія), оскільки їх домашній стадіон — Джозеф Марієн у Брюсселі — не відповідає вимогам УЄФА.
6. 1 2 3  Домашні матчі Шерифу пройдуть на стадіоні Зімбру у Кишиневі (Молдова), замість їх домашнього стадіону — СК «Шериф» у Тирасполі — через залучення Придністров'я у російському вторгненні.